# Erhard Köster
Erhard Köster (født 11. juni 1926 i Herischdorf, Jelenia Góra, død 21. juni 2007 i Berlin) var en tysk skuespiller.
Köster var bl.a. kendt for at lægge stemme til Kjeld Jensen i de tysksynkroniserede versioner af de danske film om Olsen-banden, og var far til skuespillerinderne Ev-Katrin Weiß (født 1962) og Gundula Köster (født 1966).